# Kupfernickel

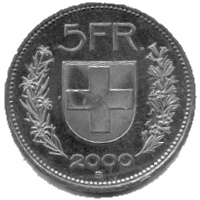
Fünffrankenstück (Schweiz) mit 25 % Nickel-Anteil

Kupfer-Nickel-Legierungen sind Legierungen aus Kupfer (Basismetall mit dem größten Einzelgehalt) und Nickel mit oder ohne andere Elemente, wobei jedoch der Zinkgehalt in jedem Fall nicht mehr als 1 % betragen darf. Kupfernickel oder fachsprachlich korrekt Kupfer-Nickel-Gusslegierungen sind Gusslegierungen mit Kupfer als Hauptbestandteil (Kupferlegierungen) und Nickelgehalten von 10, 20 oder 30 %. Ein geringer Siliciumgehalt ist zulässig.
Kupfer-Nickel-Legierungen haben gute Festigkeitskennwerte – auch bei Dauerbeanspruchung und erhöhten Temperaturen – sowie eine hohe Korrosionsbeständigkeit gegenüber vielen Medien – vor allem Meerwasser. Bei tiefen Temperaturen besitzen die Kupfer-Nickel-Legierungen, wie auch andere Kupferwerkstoffe, ausgezeichnete Festigkeitseigenschaften. Die Zugfestigkeit steigt dort mit fallender Temperatur an, ohne dass Bruchdehnung und Einschnürung merklich abnehmen. Diese Legierungen zeigen bei tiefen Temperaturen keine Versprödung. Deshalb sind sie für Anwendungen in der Kryotechnik sowie für weitere Tieftemperaturanwendungen in der Marine- und Off-Shore-Technik oder in der Flüssigerdgastechnik (LNG für englisch liquefied natural gas) und in -anlagen gut geeignet.
Wegen ihres dekorativen Aussehens werden auch Gebrauchs- und Ziergegenstände häufig aus solchen Legierungen gefertigt.
Bedeutung haben sie im Münzwesen, denn neuzeitliche Münzen werden aus einer Knetlegierung CuNi25 hergestellt, also einer Legierung aus den Metallen Kupfer (Cu) und Nickel (Ni).
Kupfer wurde bereits im Altertum als Werkstoff für Münzen verwendet, reines Nickel gab es wegen seines hohen Schmelzpunktes dagegen noch nicht, wenn auch der Kupfernickel-Rohstein bereits bekannt war. Für werthaltige Münzen fanden Silber und auch Gold Verwendung. Kupfer nimmt bereits bei einem Nickelgehalt unter 15 % eine silbrige Farbe an. Münzen aus einer Kupfer-Nickel-Legierung haben um 1960–2000 weitgehend die bis dahin für höhere Nennwerte üblichen Silbermünzen verdrängt.
Bei Euromünzen wird die Legierung CuNi25 sowohl für den Ring der 2-Euro-Münze als auch für den (Pille genannten) Kern der 1-Euro-Münze verwendet, der aus beidseitig mit CuNi25 beschichtetem Nickel besteht. Die Schweizer Umlaufmünzen vom Zehnrappenstück bis zum Fünffrankenstück bestehen ebenfalls aus dieser Legierung.